# Bahnhof Trier Süd

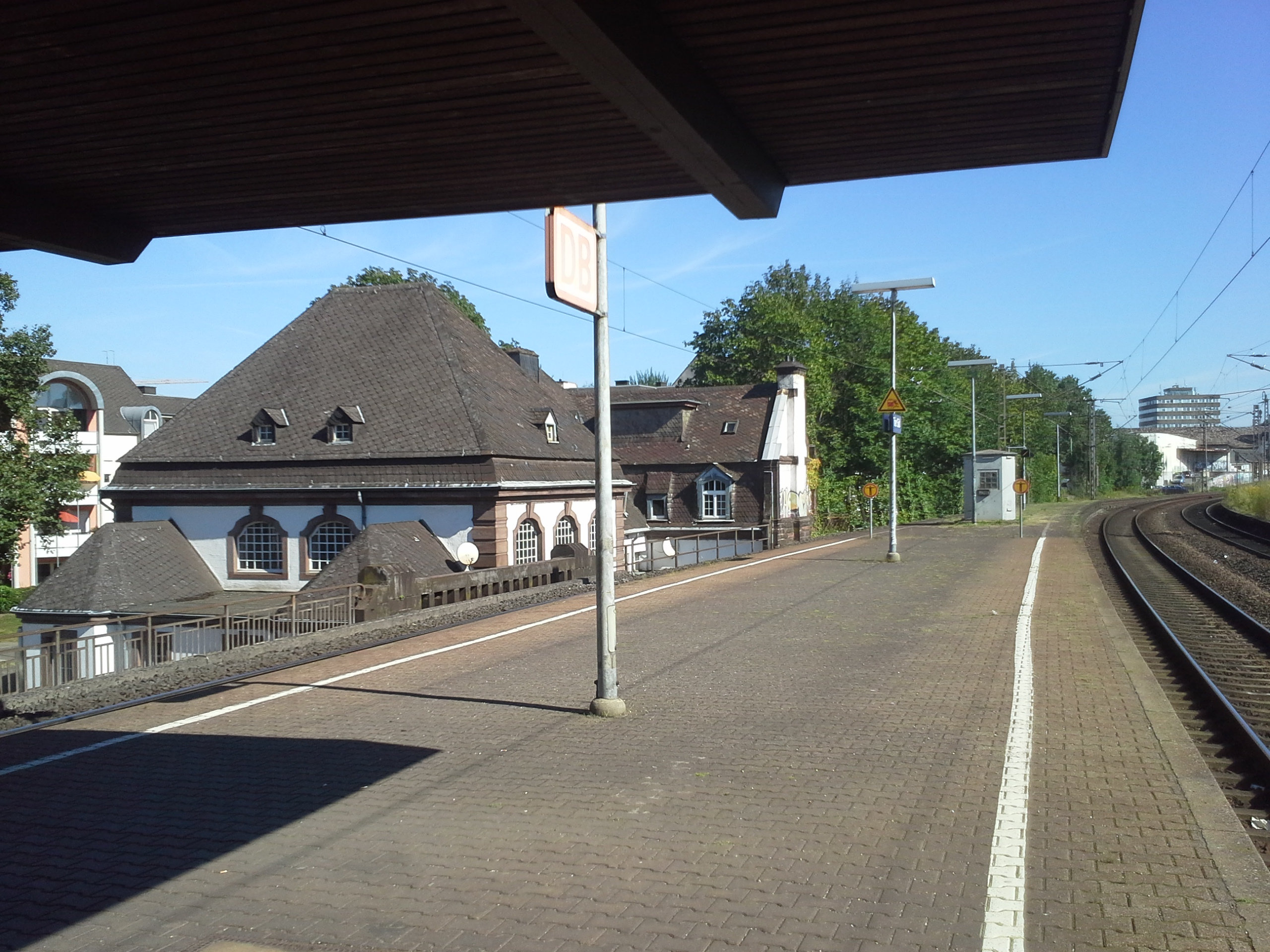
Bahnsteig

Der Bahnhof Trier Süd ist eine Betriebsstelle an der Bahnstrecke Trier–Perl Grenze. Er liegt südlich der Trierer Innenstadt. Das 1908 eröffnete Empfangsgebäude steht unter Denkmalschutz.

## Geschichte
Bis 1908 war in Heiligkreuz ein kleiner Haltepunkt an der Heiligkreuzer Straße vorhanden, der zum 1. Mai 1903 von Löwenbrücken in Trier Süd umbenannt worden war. Im Zuge einer Verlängerung der Hohenzollernstraße bis an die Bahngleise plante die Stadtverwaltung ab 1906 eine Verlegung der Bahnstation um 150 Meter nach Norden. Als Architekt des neuen Empfangsgebäudes gilt Alwin Wenzel, der als Baubeamter in der Bauabteilung der Königlichen Eisenbahndirektion Saarbrücken arbeitete. Am 10. März 1908 genehmigte die Stadt Trier die Pläne für den Neubau, direkt im Anschluss begannen die Bauarbeiten. Im Unterschied zum alten Haltepunkt befanden sich die Gleise des neuen Bahnhofs auf einem hohen Bahndamm, während das Empfangsgebäude ebenerdig errichtet wurde. Zeitgleich mit dem Bahnhof entstand südlich des Empfangsgebäudes eine Straßenunterführung unter den Bahngleisen. Noch 1908 wurde der Bahnhof in Betrieb genommen.

## Beschreibung
Das von Alwin Wenzel entworfene Empfangsgebäude ist in neobarocken Formen der Reformarchitektur mit Elementen des Jugendstils gehalten. Das Gebäude verfügte über eine zweigeschossige Eingangshalle, über die der Zugang durch einen Tunnel zum Bahnsteig erfolgte. Auf der Südseite waren in einem eingeschossigen Anbau Fahrkartenausgabe, Gepäckabfertigung und das Büro des Bahnhofsvorstandes untergebracht. Im höheren Nordflügel befanden sich zwei Wartesäle und eine Gaststätte. Über den Wartesälen lagen zwei Wohnungen für Bahnhofsvorstand und Gastwirt, der Zugang zu diesen erfolgte über einen Treppenturm an der Nordseite des Gebäudes. Die ehemalige Eingangshalle ist mit einem hohen Walmdach, der Nordflügel mit einem steilen Mansarddach versehen. Heute steht das Gebäude unter Denkmalschutz und hat keine eisenbahntechnische und -betriebliche Funktion mehr. Seit vielen Jahren wird er gastronomisch genutzt.
Betrieblich handelt es sich heute um einen Bahnhofsteil des Trierer Hauptbahnhofes. Die Gleise liegen in Hochlage, der Zugang zum teilüberdachten Mittelbahnsteig erfolgt nach Schließung des Empfangsgebäudes von der Unterführung der Hohenzollernstraße. Außer den beiden Bahnsteiggleisen gibt es auch noch ein Gleis für den Güterverkehr der hier endenden eingleisigen Strecke von der Moselbrücke Trier-Pfalzel.

## Verkehr

### Fernverkehr
Seit dem 10. Dezember 2017 betreibt die luxemburgische CFL eine tägliche Verbindung von Luxemburg über Trier und Koblenz bis nach Düsseldorf. Von Trier bis Koblenz gilt der vergünstigte Nahverkehrstarif, da der Zug bis Koblenz als Regional-Express der Linie RE11 verkehrt. Ab Koblenz fährt der Zug als Intercity weiter nach Düsseldorf, weshalb auf diesen Abschnitt auch der teurere Fernverkehrstarif der DB gilt.

### Regionalverkehr
Trier Süd wird von folgenden Linien des Schienenpersonennahverkehrs bedient:
| Linie               | Bezeichnung     | Linienverlauf | Taktfrequenz                                |
| ------------------- | --------------- | --- | ------------------------------------------- |
| RE 11               | De-Lux-Express  | Koblenz – Kobern-Gondorf – Treis-Karden – Cochem (Mosel) – Bullay – Wittlich – Schweich – Trier Hbf – Trier Süd – Kreuz Konz – Igel – Wasserbillig – Sandweiler-Contern – Luxemburg | 60 min                                      |
| RB 71               | Saartal-Bahn    | Trier Hbf – Trier Süd – Konz-Karthaus – Konz – Kanzem – Wiltingen (Saar) – Schoden-Ockfen – Saarburg – Serrig – Taben – Mettlach-Saarhölzbach – Mettlach – Merzig-Besseringen – Merzig Stadtmitte – Merzig (Saar) – Fremersdorf – Beckingen (Saar) – Dillingen (Saar) – Saarlouis – Ensdorf (Saar) – Bous (Saar) – Völklingen – Luisenthal (Saar) – Saarbrücken-Burbach Mitte – Saarbrücken-Burbach – Saarbrücken Hbf – Saarbrücken Ost – Saarbrücken-Schafbrücke – Saarbrücken-Scheidt – Rentrisch – St. Ingbert – Rohrbach (Saar) – Kirkel – Limbach – Homburg (Saar) Hbf | 60 min                                      |
| RB 82               | Elbling-Express | (Wittlich –) Trier Hbf – Trier Süd – Karthaus – Konz Mitte – Wasserliesch – Oberbillig – Temmels – Wellen (Mosel) – Nittel – Wincheringen – Wehr (Mosel) – Palzem – Nennig – Besch – Perl | 60 min (Wittlich – Trier nur einzelne Züge) |
| RB 87               | De-Lux-Bahn     | Trier Hbf – Trier Süd – Kreuz Konz – Igel – Wasserbillig – Mertert – Manternach – Wecker – Betzdorf – Roodt/Syre – Munsbach – Oetrange – Sandweiler-Contern – Cents-Hamm – Luxemburg | einzelne Fahrt                              |
| Stand: 3. März 2025 |                 | |                                             |

Die Bushaltestelle „Südbahnhof“ wird außerdem von den Linien 3, 5, 83 und 85 des Trierer Stadtbusses angefahren.